# Ulf Hellsten
Ulf Johannes Hellsten, född 19 september 1918 i Skövde, död 18 oktober 1992 på Lidingö, var en svensk matematiker.
Hellsten studerade vid Stockholms högskola där han blev filosofie magister 1938, filosofie licentiat 1941 och filosofie doktor 1947 på en doktorsavhandling med anknytning till Ivar Fredholms forskning. Hans handledare var Torsten Carleman. Hellsten blev 1947 docent i matematik vid Stockholms högskola, 1954 laborator vid Kungliga Tekniska högskolan (KTH) och 1969 professor i matematik vid KTH, där han stannade till sin pensionering 1984. Ulf Hellsten är begravd på Lidingö kyrkogård.